# Pierre Jacotin
Pour les articles homonymes, voir Jacotin.
Pierre Jacotin (né le 11 avril 1765 à Champigny-lès-Langres et décédé le 4 avril 1827 à Paris) est un ingénieur et cartographe français qui participa à la campagne d'Égypte comme ingénieur-géographe. 

## Biographie
Pendant dix ans, il se consacre, sous la direction de Dominique Testevuide, son oncle, à la création du premier plan de la Corse. Il fait ensuite partie des savants qui embarquent pour l'Égypte et à la mort de Dominique Testevuide, responsable du groupe des ingénieurs cartographes,il lui succède et est nommé ingénieur en chef géographe de l'armée d'Orient de Bonaparte, membre de l'Institut d'Égypte et principal auteur de la carte topographique de l'Égypte. 
De retour d'Égypte, il s'installe à Paris et est nommé colonel ingénieur géographe et continue à réaliser de nombreux travaux dans sa discipline. Il participe à la création de la Société de Géographie en 1821. 

Il meurt à Paris le 4 avril 1827 d'une gangrène, en dépit d'avoir pu être sauvé par son ami le chirurgien Larrey et repose au  cimetière du Père-Lachaise (division 39). Sa tombe jouxte celle de la famille Murat, et est entretenue par l'association Le Souvenir Napoléonien.